# مايباخ 1 و2

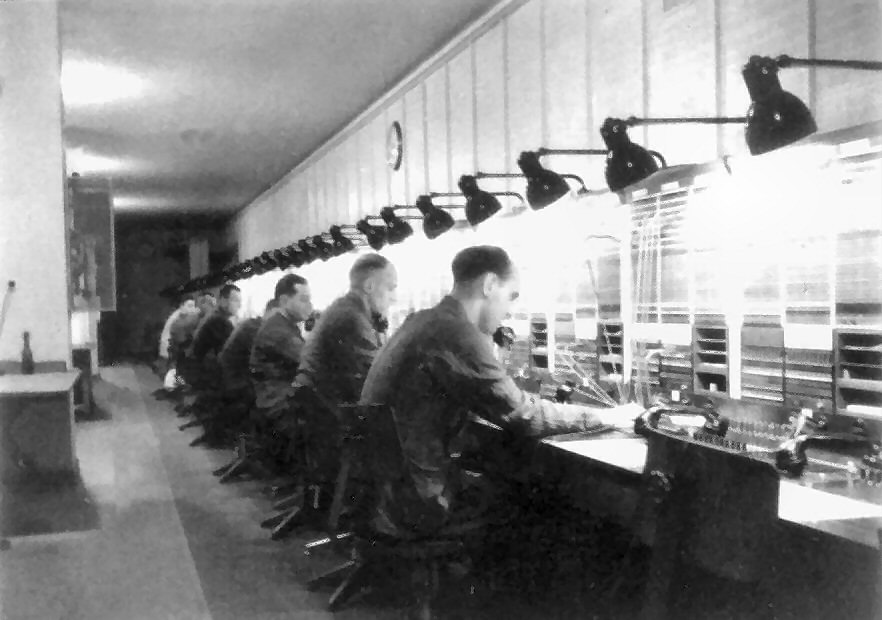
مقسم هاتفي للمجمع، 1942

مايباخ الأول والثاني عبارة عن سلسلة من المخابئ الموجودة تحت الأرض والتي تم بناؤها على بعد 20 كيلومترًا جنوب برلين في زوسين بالقرب من Zossen، براندنبورغ لإيواء القيادة العليا للجيش (في مايباخ 1) والقيادة العليا للقوات المسلحة (في مايباخ II) خلال الحرب العالمية الثانية.  إلى جانب مجمع الحصن العسكري Zossen، كان مايباخ 1 و2 مواقع مفيدة تم من خلالها التخطيط المركزي للعمليات الميدانية في الفيرماخت، وقد وفروا اتصالًا رئيسيًا بين القيادة العسكرية والمدنية في برلين بخطوط القتال الأمامية.  تم تسمية المجمع أسم محرك السيارات مايباخ

## زيبلين

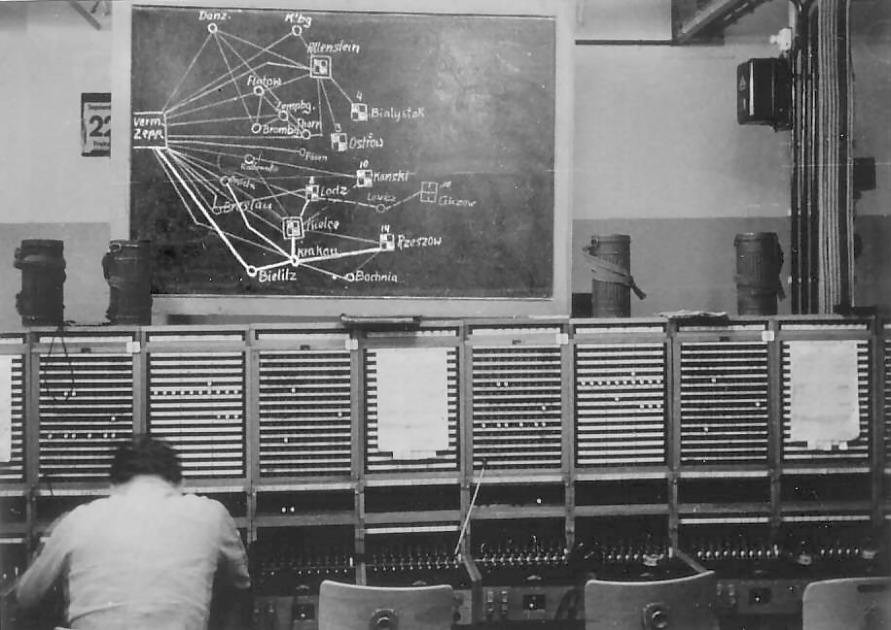
خدمة الاتصالات السلكية واللاسلكية زيبلين في 25 أغسطس 1939 قبل الحملة البولندية

تم بناء مخبأ زيبلين على يد رايشبوست بناء على أوامر من القيادة العليا للفيرماخت في نهاية الثلاثينيات.  تم بناء المخبأ بين عامي 1937 و1939 في منطقة ما يسمى شتالاج كمركز استخبارات إشارة. كان الاسم الرمزي للمخبأ Amt 500، أي مكتب البريد (500).
يتكون الهيكل من مبنى طولي ثنائي المسار بقياسات 117 م × 22 م مع ملحق مرتبط من ثلاثة طوابق بقياس 57 م × 40 م. بعد عدة تغييرات في المشروع، تمت إضافة مدخل ثالث في عام 1938. يسمى مبنى الرايخ بوست (بالألمانية: Reichspostgebäude) )، يمكن الوصول إليها عن طريق الشاحنات الخفيفة، مباشرة فوق الامتداد مع الدرج والمصعد. نفق جنوبي (بالألمانية: Südstollen) ) ربط القبو مع مايباخ الأول والثاني إلى الجنوب الغربي.

## مايباخ الأول

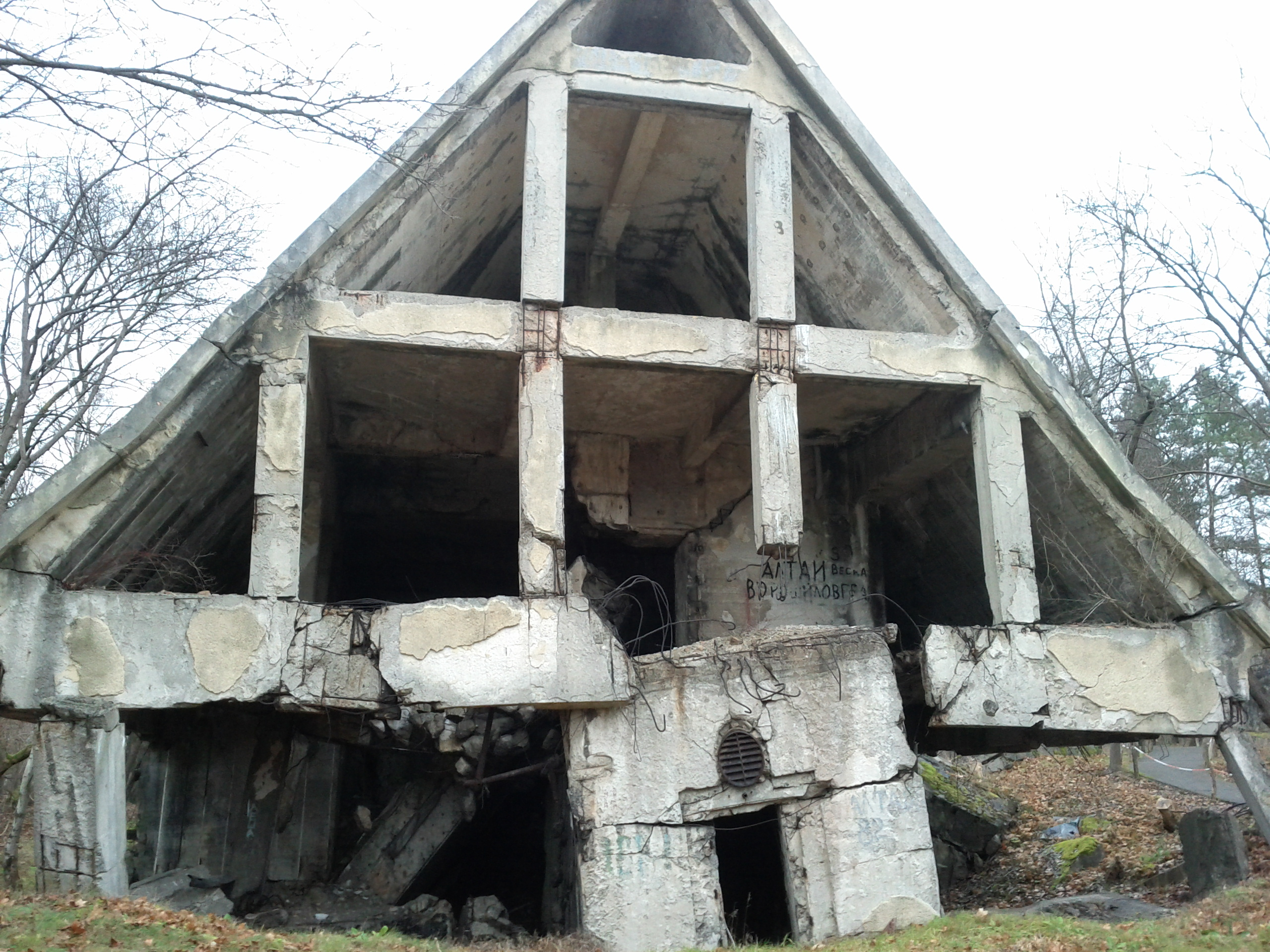
مخبأ مُصمم للنظر مثل المساكن المحلية

تم بناء مايباخ الأول في عام 1937. في ديسمبر 1939، كانت تعمل بكامل طاقتها.  يتألف المجمع من اثني عشر مبنى من ثلاثة طوابق فوق سطح الأرض مصممة للنظر من الهواء مثل المساكن المحلية،  وطابقين من المخابئ المترابطة مع جدران سميكة. أعمق في المستويات الجوفية من مايباخ الأول، كانت هناك آبار لمياه الشرب والسباكة، وأنظمة فلترة الهواء للحماية من هجمات الغاز، ومحركات الديزل للحفاظ على عمل النظام.  في وقت لاحق تم تمويه الموقع عن طريق استخدام التشبيك.

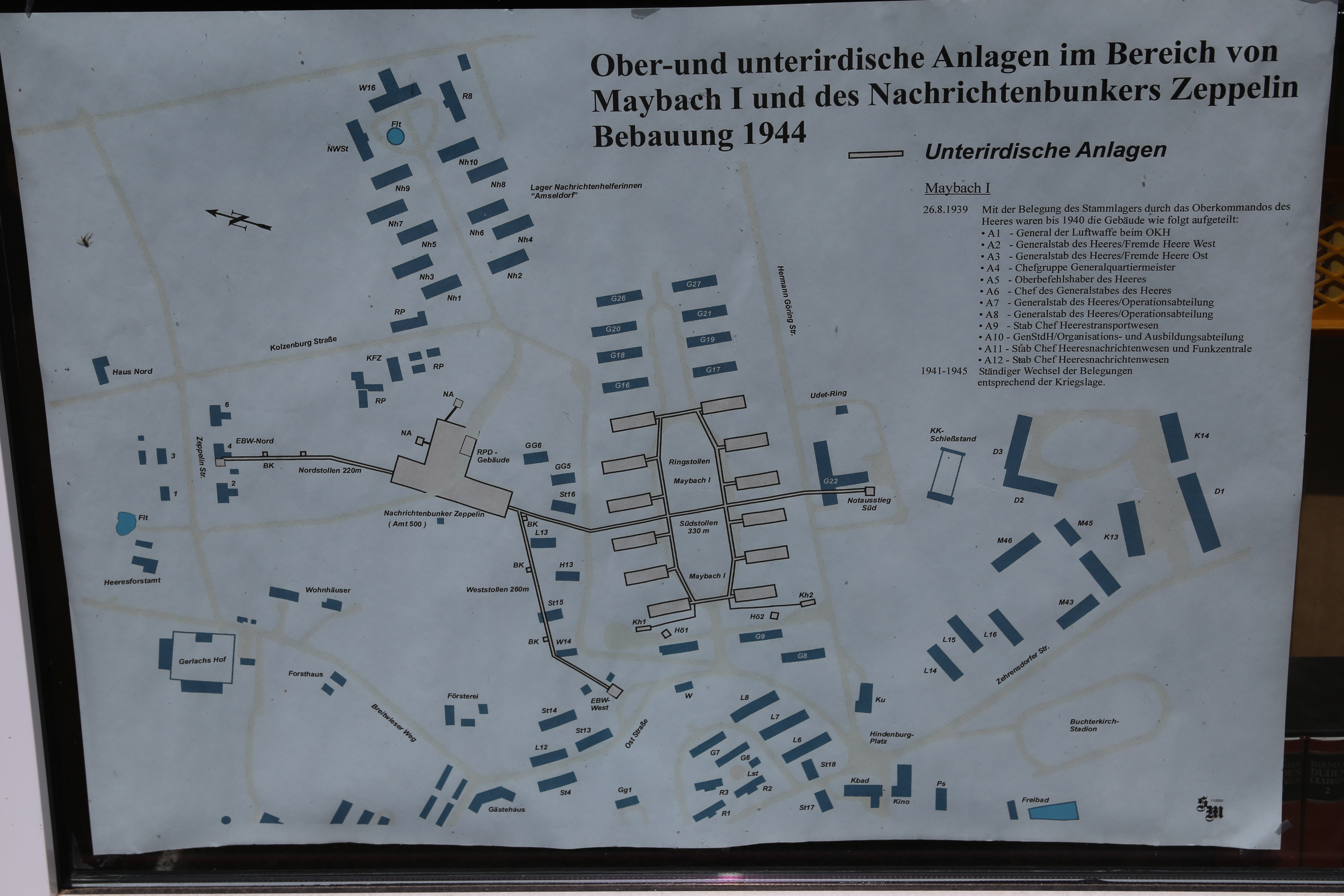
صورة لخريطة تخطيط الهياكل في المجمع العسكري في زوسين: مايباخ الأول

## مايباخ الثاني
تم الانتهاء من مايباخ الثاني في عام 1940 وكان من نفس التصميم مع أحد عشر مبنى سطحي.
تم العثور على أدلة تجريمية تركها المتآمرون في مؤامرة 20 يوليو ضد هتلر في مايباخ الثاني في خزنة في زوسن. من بين الوثائق التي ورد أنها كشفت عنها مقتطفات من مذكرات فيلهلم كاناريس، والمراسلات التآمرية بين عملاء أبفير، ومعلومات عن المفاوضات السرية بين الفاتيكان وأعضاء الانقلاب المخطط له (1938)، وبيانات عن أنشطة المقاومة اللوثرية الوزير ديتريش بونهوفر. 

## الحرب العالمية الثانية
بين 15 و 17 يناير 1945، انتقلت القيادة العليا للجيوش الألمانية إلى مايباخ الأول. نقلت الأركان العامة للجيش مقرهم إلى مايباخ الثاني.  خلال عام 1945، تم قصف الموقع بشدة من قبل كل من البريطانيين والأمريكيين، بما في ذلك غارة في 15 مارس أصابت رئيس هيئة الأركان العامة هانز كريبس. 

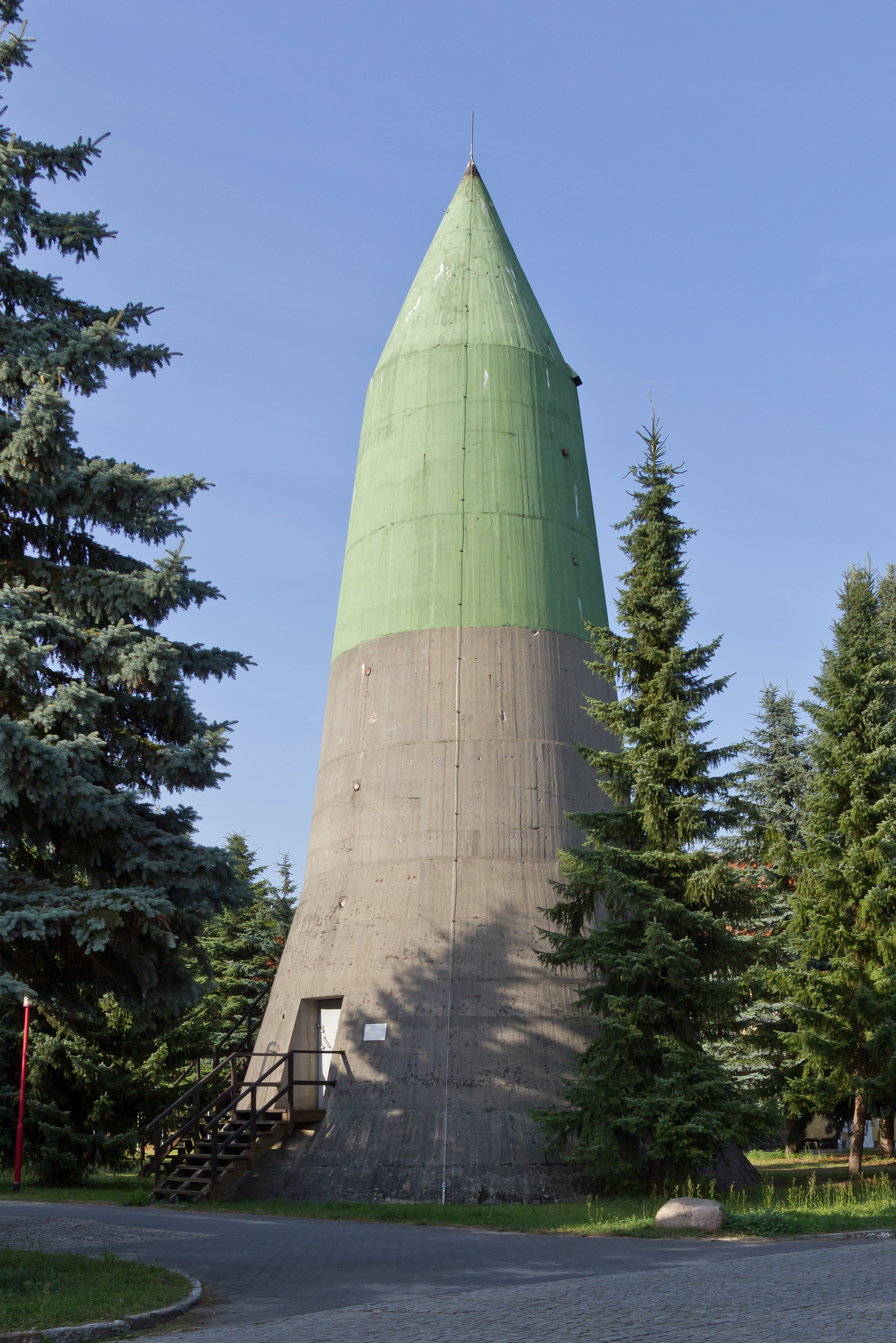
ملجأ غارات جوية من نوع سبيتسبونكر

في 20 أبريل، هدد جيش الحرس المدرع السوفيتي الثالث المقر الرئيسي بالقرب من زوسين. طلب الجنرال كريبس من هتلر الإذن لمغادرة وتدمير العناصر المهمة. في الوقت الذي حصل فيه كريبس على إذن، كان الوقت قد فات لتدمير أي شيء.  في منتصف يوم 20 أبريل، تم إجلاء القيادة العليا للجيوش الألمانية إلى Eiche بالقرب من بوتسدام والقيادة العليا للفيرماخت إلى كرامبنيتز، ووصل الروس بعد الظهر، ووجدوا الموقع فارغًا باستثناء وجود أربعة جنود ألمان.

## عصر الحرب الباردة
تم تدمير ملجأ مايباخ إلى حد كبير من قبل القوات المسلحة السوفيتية في أواخر عام 1946، وفقًا لشروط اتفاقية القوى الأربع بشأن احتلال ألمانيا وأمر مجلس مراقبة الحلفاء، على الرغم من بقاء بعض المباني، بما في ذلك الاتصالات المنفصلة التي كانت سليمة تمامًا تقريبًا القبو زيبلين. شكل مخبأ زيبلين لاحقًا جزءًا من منشآت حقبة الحرب الباردة السوفيتية في Wünsdorf تحت اسم Ranet. تمت إضافة المزيد من منشآت المخابئ لاحقًا لإيواء القيادة المركزية ووظائف الاتصالات للجيش السوفييتي في جمهورية ألمانيا الديمقراطية. كانت المنطقة منزوعة السلاح في عام 1994 عندما غادرت القوات الروسية الأخيرة ألمانيا.

## قائمة المراجع
- بيفور ، أنتوني. برلين: السقوط 1945 . نيويورك: كتب البطريق ، 2003.
- يواخيمستالر ، أنطون . الأيام الأخيرة لهتلر: الأساطير ، الدليل ، الحقيقة . لندن: مطبعة بروكهامبتون ، 1999.
- قيصر جيرهارد. Vom Sperrgebiet zur Waldstadt: die Geschichte der geheimen Kommandozentralen in Wünsdorf und Umgebung . برلين: Links Verlag ، 2007.
- كوفمان ، إي ، إتش دبليو كوفمان ، وروبرت م. جورجا. حصن الرايخ الثالث: التحصينات الألمانية وأنظمة الدفاع في الحرب العالمية الثانية . كامبريدج ، ماساتشوستس: De Capo Press ، 2003.
- لو تيسيير ، توني. جوكوف في أودر: المعركة الحاسمة لبرلين . ويستبورت ، ط م: برايجر ، 1996.
- فون هاسيل ، أغوستينو ، سيغريد فون هوينينجين-هوين ماكراي ، وسيمون أميسكامب. تحالف الأعداء: القصة غير المروية للتعاون السري الأمريكي والألماني لإنهاء الحرب العالمية الثانية . نيويورك: مطبعة سانت مارتن ، 2006.

## روابط خارجية
- موقع الموقع
- المخابئ في الرايخ الثالث في الأنقاض
- صور مايباخ الأول

- موقع مايباخ 1: 52°11′36″N 13°28′24″E / 52.1934°N 13.4733°E

- موقع مايباخ 2: 52°10′57″N 13°28′27″E / 52.1826°N 13.4741°E